# Brazílie na Letních olympijských hrách 1992
Brazílie se účastnila Letní olympiády 1992. Zastupovalo ji 182 sportovců (132 mužů a 50 žen) v 23 sportech.

## Medailisté
| Medaile | Jméno | Sport    | Soutěž                |
| ------- | --- | -------- | --------------------- |
| Zlato   | Marcelo Negrão Jorge Edson Brito Giovane Gávio Paulo Andre Silva Mauricio Lima Janelson Carvalho Douglas Chiarotti Antonio Carlos Gouveia Talmo Oliveira Andre Felipe Ferreira Alexandre Samuel Amauri Ribeiro | Volejbal | turnaj mužů           |
| Zlato   | Rogério Sampaio | Judo     | Muži pololehká 65 kg  |
| Stříbro | Gustavo Borges | Plavání  | Muži 100 m volný styl |